# Front wewnętrzny
Front wewnętrzny – obszar kraju, na którym realizowane są zadania obrony terytorium kraju przez siły i środki obrony terytorium kraju (OTK) oraz zorganizowane obronnie społeczeństwo.
Opracowany na początku lat 60. XX w. plan mobilizacyjny „PM-63” dokonywał podziału Sił Zbrojnych PRL na wojska operacyjne, przeznaczone do działań na froncie zewnętrznym oraz Obrony Terytorialnej Kraju, przeznaczone do działań na froncie wewnętrznym.